# Johann Kasimir (Pfalz-Zweibrücken-Kleeburg)

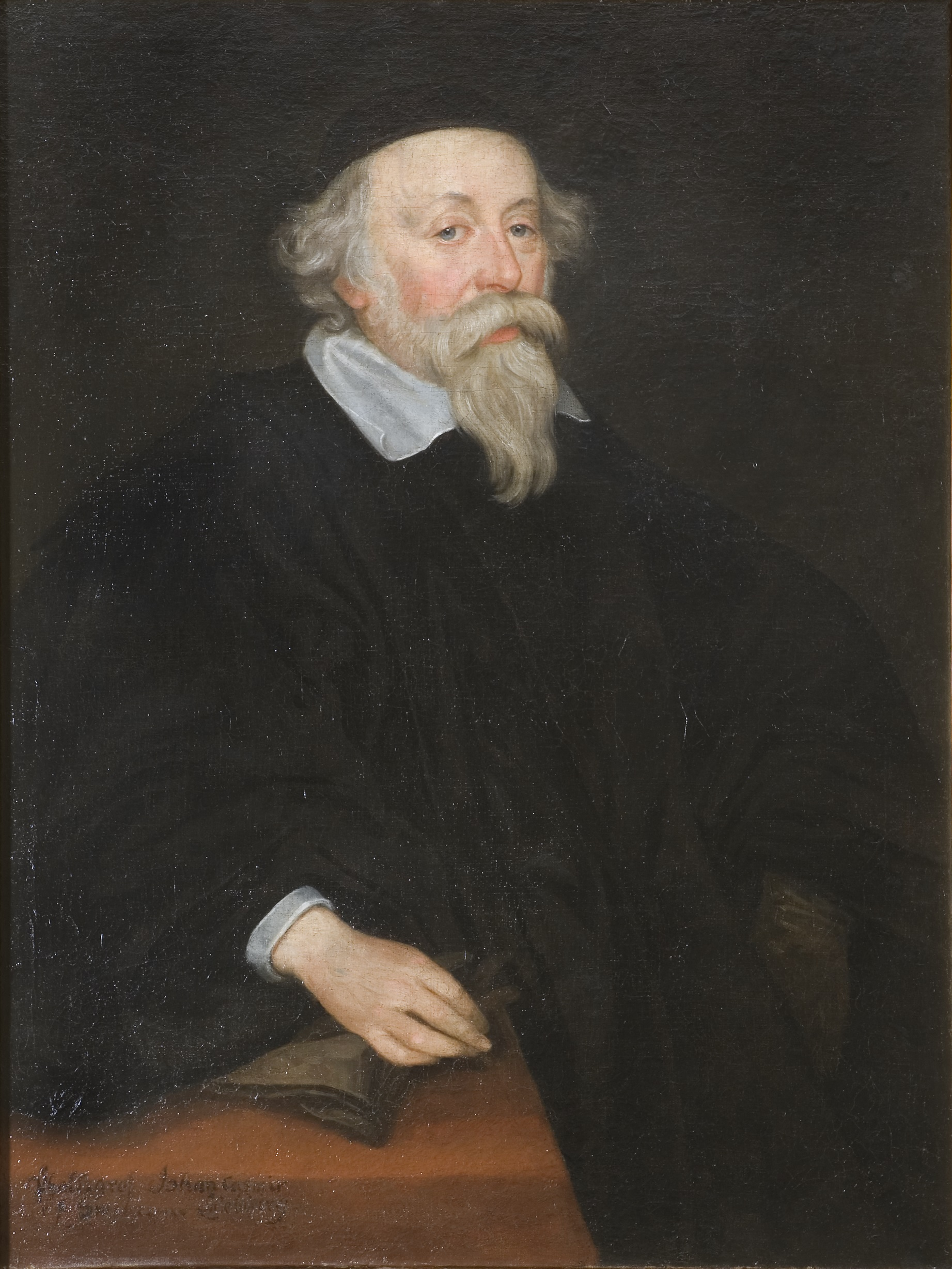
Pfalzgraf Johann Kasimir von Zweibrücken-Kleeburg

Johann Kasimir (oder Johann Casimir) von Pfalz-Zweibrücken-Kleeburg (* 20. April 1589 in Zweibrücken; † 18. Juni 1652 auf Schloss Stegeborg in Östergötland, Schweden) war ein jüngerer Agnat aus der Linie Pfalz-Zweibrücken des Hauses Wittelsbach.
Durch seine Heirat mit Katharina Wasa, der Schwester Gustav II. Adolf, orientierte er sich zunehmend nach Schweden. Er erhielt während der Kriege Gustav Adolfs immer wichtigere militärische Aufträge in Schweden und wurde der dortige Oberbefehlshaber des Königs und 1631 faktisch Chef der schwedischen Finanzverwaltung. 1632 bekam er auch die Verantwortung für die in der schwedischen Kriegsökonomie so wichtige Kupfermünze. Sein Sohn Karl X. Gustav wurde 1654 schwedischer König.

## Leben
Johann Kasimir war ein jüngerer Sohn Johanns I. von Pfalz-Zweibrücken und dessen Gemahlin Magdalena von Jülich-Kleve-Berg. Der Vater hatte 1588 in seinem Fürstentum das lutherische Bekenntnis durch das calvinistisch-reformierte ersetzt, was die Beziehungen zu seinen Brüdern nachhaltig belastet hatte, insbesondere zu seinem älteren Bruder Philipp Ludwig, der das Herzogtum Pfalz-Neuburg regierte. Weitere innerfamiliäre Zwiste ergaben sich, als Philipp Ludwigs Sohn Wolfgang Wilhelm von Pfalz-Neuburg 1614 zum Katholizismus konvertierte, um die Erbfolge in den Herzogtümern Jülich-Kleve-Berg anzutreten. 
Johann Kasimir führte wie seine Geschwister den Titel eines Herzogs und Pfalzgrafen von Zweibrücken. Er residierte von 1611 bis 1617 in Neukastel und von 1617 bis 1652 als paragierter Pfalzgraf in Birlenbach im Amt Kleeburg (Unterelsass). Von letzterem Amt leitet sich der Name der von ihm begründeten (schwedischen) Linie des Hauses Pfalz-Zweibrücken, Pfalz-Zweibrücken-Kleeburg, ab.
Der junge Pfalzgraf war im Auftrag der Protestantischen Union 1613 nach Stockholm zu König Gustav II. Adolf gereist, um ihn für ein Bündnis mit den deutschen Protestanten zu gewinnen. Dabei fand er seine zukünftige Frau. Am 21. Juni 1615 heiratete er in Stockholm die Prinzessin Katharina Wasa von Schweden (1584–1638), Tochter des Königs Karl IX. von Schweden aus dessen ersten Ehe und damit Halbschwester von Gustav II. Adolf. Wegen der Wirren des Dreißigjährigen Kriegs ließ er sich 1622 in Schweden nieder, wo ihm König Gustav Adolf Schloss Stegeborg als Wohnsitz zu Lehen gab.
Nach dem Tod des Königs in der Schlacht bei Lützen 1632 und während der nun folgenden Vormundschaftsregierung des Kanzlers Axel Oxenstierna für die minderjährige Königin Christina sammelte sich um Johann Kasimir auf Stegeborg ein Kreis von Gegnern des Kanzlers Oxenstierna, mit deren Hilfe Johann Kasimir seiner Familie den Weg zum schwedischen Thron zu bereiten suchte.
Als Christina 1644 mündig wurde, nutzte sie die Unterstützung Johann Kasimirs und seiner beiden Söhne Karl Gustav und Adolf Johann, mit denen sie aufgewachsen war, um sich von der Bevormundung durch Oxenstierna zu befreien. 1647 ernannte sie Karl Gustav zum „Generalissimus“ der schwedischen Truppen in Deutschland und signalisierte gleichzeitig ihre Absicht, ihn zu heiraten. Als Karl Gustav daraufhin 1649 vom Reichstag zum Thronfolger und Erbprinzen ernannt wurde, hatte Johann Kasimir sein Ziel erreicht.
Christina erklärte zwar schon 1650, dass sie niemals heiraten würde, aber als sie am 6. Juni 1654 abdankte, wurde Karl Gustav am nächsten Tag als Karl X. König von Schweden. Er überließ sein deutsches Erbe seinem Bruder Adolf Johann. Dieser Besitz, das zweibrückische Amt Kleeburg mit der Residenz Birlenbach, dem bald darauf wieder zerstörten Schloss Katherinenburg und den später sogenannten „Schwedendörfern“, wurde durch Johann Kasimirs Enkel, den schwedischen König Karl XI., schwedische Krondomäne.

## Nachkommen
Johann Kasimir und Katharina Wasa hatten acht Kinder:
- Christine Magdalena (* 27. Mai 1616 in Nyköping; † 14. August 1662 auf Schloss Karlsburg), heiratete 1642 Markgraf Friedrich VI. von Baden-Durlach (1617–1677)
- Karl Friedrich (* 13. Juli 1618 in Meisenheim; † 13. September 1619 in Kleeburg)
- Elisabeth Amalia (* 11. September 1619 in Kleeburg; † 2. Juli 1628 auf Schloss Stegeborg)
- Karl Gustav (* 18. November 1622 in Nyköping; † 23. Februar 1660 in Göteborg), 1652–1660 Pfalzgraf von Zweibrücken-Kleeburg, 1654–1660 als Karl X. Gustav König von Schweden; heiratete 1654 in Stockholm Herzogin Hedwig Eleonora von Schleswig-Holstein-Gottorf (1636–1715)
- Marie Euphrosine (* 14. Februar 1625 auf Schloss Stegeborg; † 24. Oktober 1687 in Höjentorp), heiratete 1647 in Stockholm Magnus Gabriel De la Gardie (1622–1686)
- Eleonore Katharine (* 17. Mai 1626 auf Schloss Stegeborg; † 1692 in Osterholz); heiratete 1646 in Stockholm Landgraf Friedrich von Hessen-Eschwege (1617–1655)
- Adolf Johann I. (* 21. Oktober 1629 auf Schloss Stegeborg; † 24. Oktober 1689 ebendort), 1654–1689 als Nachfolger seines Bruders Karl Gustav Pfalzgraf von Zweibrücken-Kleeburg; heiratete 1649 in Stockholm Gräfin Else Beate Brahe zu Visingsborg (1629–1653), in zweiter Ehe 1661 in Tidö deren Schwester Else Elisabeth Brahe zu Visingsborg (1632–1689)
- Johann Gustav (* um 1630)